# Anulator
În matematică anulatorul unei submulțimi S a unui modul⁠(d) peste un inel este idealul format din elementele inelului care dau întotdeauna zero atunci când sunt înmulțite cu oricare dintre elementele lui S.
Peste un domeniu de integritate, un modul care are un anulator diferit de zero este un modul de torsiune⁠(d), iar un modul de torsiune finit generat⁠(d) are un anulator diferit de zero.
Definiția de mai sus se aplică și în cazul inelelor necommutative, unde anulatorul stâng al unui modul stâng este un ideal stâng, iar anulatorul drept, al un modul drept este un ideal drept.

## Definiții
Fie R un inel, iar M un R-modul stâng. Se alege o submulțime nevidă S din M. Anulatorul lui S, notat {\displaystyle \mathrm {Ann} _{R}(S),} este mulțimea tuturor elementelor r din R astfel încât pentru toate s din S, rs = 0. În notația folosită pentru mulțimi,
{\displaystyle \mathrm {Ann} _{R}(S)=\{r\in R\mid rs=0} pentru toate {\displaystyle s\in S\}}
este mulțimea tuturor elementelor lui R care „anulează” S (elementele pentru care S este o mulțime de torsiune). Submulțimile de module drepte pot fi folosite și ele după schimbarea „sr = 0" în definiție.
Anulatorul unui singur element x se scrie de obicei {\displaystyle \mathrm {Ann} _{R}(x),} în loc de {\displaystyle \mathrm {Ann} _{R}(\{x\}).} Dacă inelul R rezultă din context, indicele R poate fi omis.
Deoarece R este un modul peste el însuși, S poate fi considerată o submulțime a lui R însuși și întrucât R este atât un R drept, cât și unul stâng, notația trebuie modificată ușor pentru a indica partea stângă sau dreaptă. Dacă este nevoie de a distinge anulatorii stângi sau drepți se folosește  {\displaystyle \ell .\!\mathrm {Ann} _{R}(S)} și {\displaystyle r.\!\mathrm {Ann} _{R}(S)} sau o schemă cu indici similară.
Dacă M este un R-modul  și {\displaystyle \mathrm {Ann} _{R}(M)=0,} atunci M este numit modul fidel.

## Proprietăți
Dacă S este o submulțime a unui R-modul stâng M, atunci Ann(S) este un ideal al lui R.
Dacă „S” este un submodul al lui M, atunci AnnR(S) este un ideal bilateral: (ac)s = a(cs) = 0, deoarece cs este un alt element al lui S.
Dacă S este un submodul al lui M și N este submodulul lui M generat de S, atunci în general AnnR(N) este o submulțime a lui AnnR(S), dar nu sunt neapărat egale. Dacă R este comutativ, atunci egalitatea este valabilă.
M poate fi văzut și ca un modul R/AnnR(M) folosind acțiunea {\displaystyle {\overline {r}}m:=rm\,}. De altfel, nu este întotdeauna posibil să se transforme un modul R într-un modul R/I în acest fel, dar dacă idealul I este o submulțime a anulatorului lui M, atunci această acțiune este bine definită. Considerat ca un modul R/AnnR(M), M este automat un modul fidel.

### La inele comutative
În această secțiune fie {\displaystyle R} un inel comutativ și {\displaystyle M} un {\displaystyle R}-modul finit generat (pe scurt, finit).

#### Relația cu suportul
Deoarece suportul unui modul este definit ca
{\displaystyle \operatorname {Supp} M=\{{\mathfrak {p}}\in \operatorname {Spec} R\mid M_{\mathfrak {p}}\neq 0\},}
când modulul este finit generat, există relația
{\displaystyle V(\operatorname {Ann} _{R}(M))=\operatorname {Supp} M},
unde {\displaystyle V(\cdot )} este mulțimea idealelor prime conținând submulțimea.

#### Șiruri exacte scurte
Fiind dat șirul exact⁠(d) scurt de module
{\displaystyle 0\to M'\to M\to M''\to 0,}
proprietatea suportului
{\displaystyle \operatorname {Supp} M=\operatorname {Supp} M'\cup \operatorname {Supp} M'',}
împreună cu relația cu anihilatorul implică
{\displaystyle V(\operatorname {Ann} _{R}(M))=V(\operatorname {Ann} _{R}(M'))\cup V(\operatorname {Ann} _{R}(M'')).}
Mai precis, există relațiile
{\displaystyle \operatorname {Ann} _{R}(M')\cap \operatorname {Ann} _{R}(M'')\supseteq \operatorname {Ann} _{R}(M)\supseteq \operatorname {Ann} _{R}(M')\operatorname {Ann} _{R}(M'').}

#### Module factor și anulatori
Fie un ideal {\displaystyle I\subseteq R} și {\displaystyle M} un modul finit. Atunci pe suport există relația
{\displaystyle {\text{Supp}}(M/IM)=\operatorname {Supp} M\cap V(I).}
Aceasta dă relația cu anulatorul
{\displaystyle V({\text{Ann}}_{R}(M/IM))=V({\text{Ann}}_{R}(M))\cap V(I).}

## Exemple

### Peste numerele întregi
Peste {\displaystyle \mathbb {Z} } orice modul finit generat este complet clasificat ca suma directă a părții sale libere cu partea sa de torsiune din teorema fundamentală a grupurilor abeliene. Atunci anulatorul unui modul finit este netrivial numai dacă este în întregime de torsiune. Asta deoarece
{\displaystyle {\text{Ann}}_{\mathbb {Z} }(\mathbb {Z} ^{\oplus k})=\{0\}=(0)}
deoarece singurul element care anulează orice din {\displaystyle \mathbb {Z} } este {\displaystyle 0}. De exemplu, anulatorul lui {\displaystyle \mathbb {Z} /2\oplus \mathbb {Z} /3} este
{\displaystyle \operatorname {Ann} _{\ }Z(\mathbb {Z} /2\oplus \mathbb {Z} /3)=(6)=(\operatorname {cmmmc} (2,3)),}
idealul generat de {\displaystyle (6)}. De fapt, anulatorul unui modul de torsiune
{\displaystyle M\cong \bigoplus _{i=1}^{n}(\mathbb {Z} /a_{i})^{\oplus k_{i}}}
este izomorf cu idealul generat de cel mai mic multiplu comun, {\displaystyle (\operatorname {cmmmc} (a_{1},\ldots ,a_{n}))}. Acest lucru arată că anulatorii pot fi clasificați cu ușurință peste numerele întregi.

### Peste un inel comutativR
De fapt, există un calcul similar care poate fi făcut pentru orice modul finit peste un inel comutativ {\displaystyle R}. Definiția faptului că {\displaystyle M} este finit implică existența unui șir corect, numit prezentare, dat de
{\displaystyle R^{\oplus l}\xrightarrow {\phi } R^{\oplus k}\to M\to 0}
unde {\displaystyle \phi } este din {\displaystyle \operatorname {Mat} _{k,l}(R)}. Scriind {\displaystyle \phi } explicit ca o matrice se obține
{\displaystyle \phi ={\begin{bmatrix}\phi _{1,1}&\cdots &\phi _{1,n}\\\vdots &&\vdots \\\phi _{n,1}&\cdots &\phi _{n,n}\end{bmatrix}}}
deoarece {\displaystyle M} are descompunerea sumei directe
{\displaystyle M=\bigoplus _{i=1}^{k}{\frac {R}{(\phi _{i,1}(1),\ldots ,\phi _{i,n}(1))}}}
dacă se scriu toate aceste ideale ca
{\displaystyle I_{i}=(\phi _{i,1}(1),\ldots ,\phi _{i,n}(1))}
atunci idealul {\displaystyle I} dat de
{\displaystyle V(I)=\bigcup _{i=1}^{n}V(I_{i})}
prezintă anulatorul.

### Pestek[x,y]
Peste inelul comutativ {\displaystyle k[x,y]} pentru un corp {\displaystyle k}, anulatorul modulului
{\displaystyle M={\frac {k[x,y]}{(x^{2}-y)}}\oplus {\frac {k[x,y]}{(y-3)}}}
este dat de idealul
{\displaystyle {\text{Ann}}_{k[x,y]}(M)=((x^{2}-y)(y-3)).}